# Saison 2007-2008 de la LCHF
Saison suivante
La Saison 2007-2008 est la saison inaugurale de la Ligue canadienne de hockey féminin (LCHF). La saison régulière voit sept équipes réparties en deux divisions jouer 30 parties Le Canadettes Thunder de Brampton remporte le titre en battant en finale les Chiefs de Mississauga 4-3 après prolongations.

## Saison régulière
| Clt   | Équipe                         | PJ | V  | D  | DP | DF | BP  | BC  | Diff | Pts |
| ----- | ------------------------------ | -- | -- | -- | -- | -- | --- | --- | ---- | --- |
| +001, | Canadettes Thunder de Brampton | 30 | 22 | 7  | 0  | 1  | 110 | 58  | +52  | 45  |
| +002, | Chiefs de Mississauga          | 30 | 21 | 8  | 0  | 1  | 114 | 60  | +54  | 43  |
| +003, | Flames de Vaughan              | 30 | 12 | 16 | 2  | 0  | 67  | 101 | -34  | 26  |
| +004, | Barracudas de Burlington       | 30 | 11 | 18 | 0  | 1  | 75  | 97  | -22  | 23  |

| Clt   | Équipe                   | PJ | V  | D  | DP | DF | BP  | BC  | Diff | Pts |
| ----- | ------------------------ | -- | -- | -- | -- | -- | --- | --- | ---- | --- |
| +001, | Stars de Montréal        | 30 | 23 | 6  | 1  | 1  | 112 | 55  | +57  | 47  |
| +002, | Capital Canucks d'Ottawa | 30 | 8  | 19 | 0  | 3  | 58  | 99  | -41  | 19  |
| +003, | Phénix du Québec         | 30 | 8  | 21 | 0  | 1  | 54  | 120 | -66  | 17  |

- En gras : vainqueur de la division, qualifié pour les demi-finales
- En italique : qualifié pour le premier tour des séries

### Statistiques

#### Meilleurs pointeurs

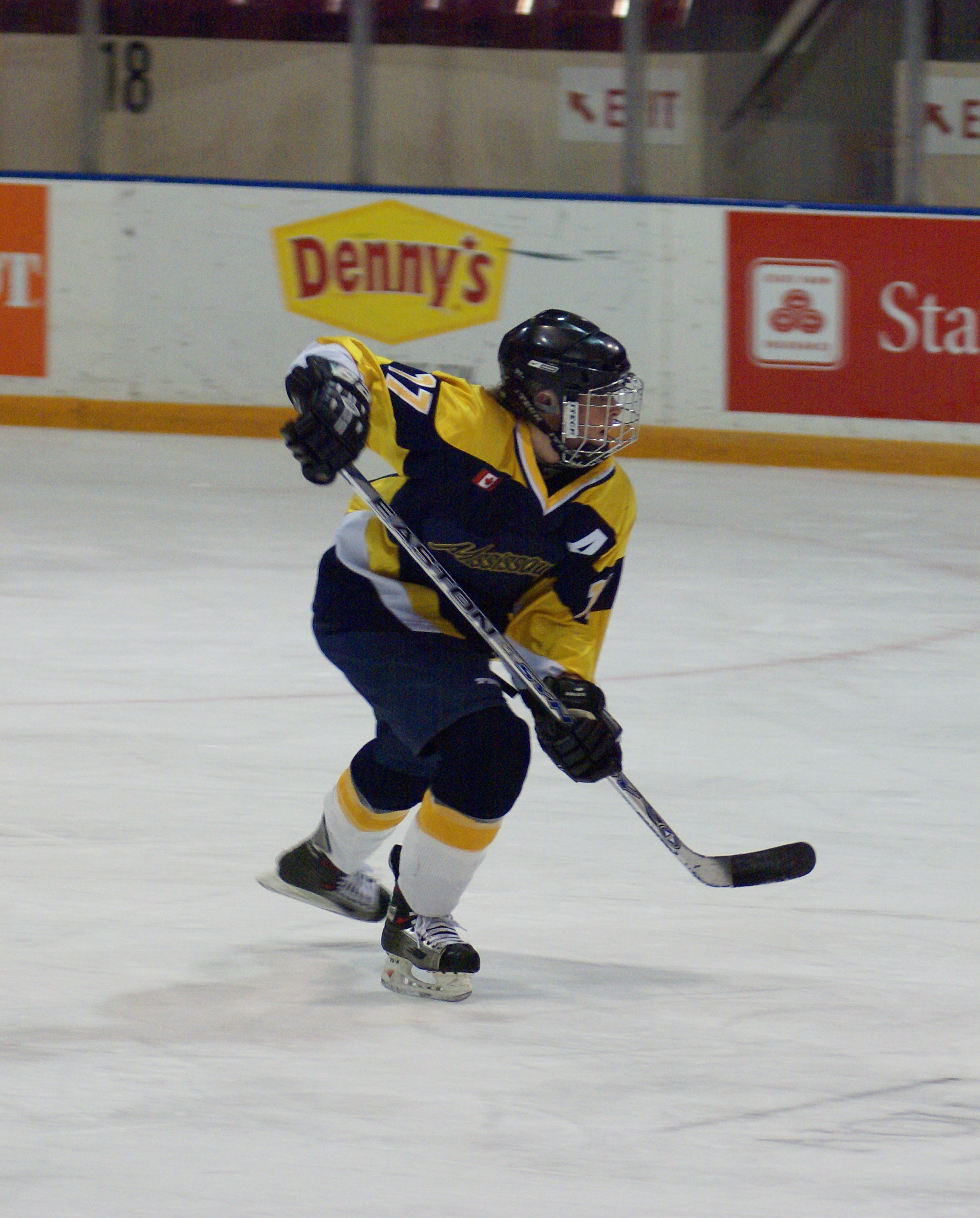
Jennifer Botterill meilleure pointeuse de la saison régulière.

Avec 37 aides et un total de 61 points inscrits, Jennifer Botterill, joueuse des Chief de Mississauga, finit meilleure passeuse et pointeuse de la saison régulière. Jayna Hefford des Canadettes Thunder de Brampton termine quant à elle meilleure buteuse de la ligue avec 26 réalisations.
| Joueuse               | Équipe                         | PJ | B  | A  | Pts | Pun |
| --------------------- | ------------------------------ | -- | -- | -- | --- | --- |
| Jennifer Botterill    | Chiefs de Mississauga          | 26 | 24 | 37 | 61  | 22  |
| Jayna Hefford         | Canadettes Thunder de Brampton | 27 | 26 | 32 | 58  | 56  |
| Sommer West (en)      | Chiefs de Mississauga          | 30 | 23 | 25 | 48  | 46  |
| Marie-Philip Poulin   | Stars de Montréal              | 16 | 22 | 21 | 43  | 16  |
| Vicky Sunohara        | Canadettes Thunder de Brampton | 28 | 13 | 25 | 38  | 22  |
| Jana Harrigan (en)    | Barracudas de Burlington       | 27 | 18 | 17 | 35  | 32  |
| Leslie Oles           | Stars de Montréal              | 20 | 16 | 16 | 32  | 28  |
| Caroline Laforge (en) | Stars de Montréal              | 23 | 12 | 20 | 32  | 34  |
| Lisa-Marie Breton     | Stars de Montréal              | 25 | 11 | 21 | 32  | 58  |
| Lori Dupuis           | Canadettes Thunder de Brampton | 25 | 17 | 12 | 29  | 18  |

#### Meilleures gardiennes
| Gardienne        | Équipe(s)                      | PJ | V  | D | Min | BC | Moy  | Bl |
| ---------------- | ------------------------------ | -- | -- | - | --- | -- | ---- | -- |
| Cindy Eadie (en) | Canadettes Thunder de Brampton | 14 | 10 | 3 | 790 | 18 | 1,37 | 2  |
| Kim Saint-Pierre | Stars de Montréal              | 10 | 8  | 2 | 595 | 15 | 1,51 | 1  |
| Sarah Love (en)  | Chiefs de Mississauga          | 16 | 12 | 4 | 962 | 30 | 1,87 | 1  |
| Sami Jo Small    | Chiefs de Mississauga          | 15 | 9  | 5 | 842 | 28 | 2,00 | 2  |
| Jennifer Lavigne | Stars de Montréal              | 11 | 7  | 4 | 652 | 23 | 2,12 | 3  |

## Séries éliminatoires

### Tableau
|  | Premier tour | Premier tour | Premier tour | Premier tour |      |             | Demi-finales | Demi-finales | Demi-finales | Demi-finales |  |  | Finale | Finale | Finale | Finale |
|  |              |              |              |              |      |             |              |              |              |              |  |  |        |        |        |        |
|  |              |              |              |              |      |             |              |              |              |              |  |  |        |        |        |        |
|  |              |              |              |              |      |             |              |              |              |              |  |  |        |        |        |        |
|  |              |              |              |              |      |             |              |              |              |              |  |  |        |        |        |        |
|  |              |              |              |              |      |             |              |              |              |              |  |  |        |        |        |        |
|  |              |              |              |              |      |             |              |              |              |              |  |  |        |        |        |        |
|  | E1           | Montréal     | 3            | 4 (0)        |      |             |              |              |              |              |  |  |        |        |        |        |
|  | E1           | Montréal     | 3            | 4 (0)        |      |             |              |              |              |              |  |  |        |        |        |        |
|  |              |              | C2           | Mississauga  | 4    | 1 (1 TF)    |              |              |              |              |  |  |        |        |        |        |
|  | C2           | Mississauga  | C2           | Mississauga  | 4    | 1 (1 TF)    | 6            | 6            |              |              |  |  |        |        |        |        |
|  | C2           | Mississauga  |              |              |      |             |              | 6            |              |              |  |  |        |        |        |        |
|  | C3           | Vaughan      | 2            | 2            |      |             |              |              |              |              |  |  |        |        |        |        |
|  | C3           | Vaughan      | 2            | 2            | C2   | Mississauga | 3            | 3            |              |              |  |  |        |        |        |        |
|  |              |              |              |              | C2   | Mississauga | 3            | 3            |              |              |  |  |        |        |        |        |
|  |              |              | C1           | Brampton     | 4 ap | 4 ap        |              |              |              |              |  |  |        |        |        |        |
|  | E2           | Ottawa       | C1           | Brampton     | 4 ap | 4 ap        | 1            | 1            |              |              |  |  |        |        |        |        |
|  | E2           | Ottawa       |              |              |      |             |              |              |              |              |  |  |        |        |        |        |
|  | C4           | Burlington   | 2            | 2            |      |             |              |              |              |              |  |  |        |        |        |        |
|  | C4           | Burlington   | 2            | 2            | C4   | Burlington  | 2            | 3            |              |              |  |  |        |        |        |        |
|  |              |              |              |              | C4   | Burlington  | 2            | 3            |              |              |  |  |        |        |        |        |
|  |              |              | C1           | Brampton     | 5    | 3           |              |              |              |              |  |  |        |        |        |        |
|  |              |              |              |              | 5    | 3           |              |              |              |              |  |  |        |        |        |        |
|  |              |              |              |              |      |             |              |              |              |              |  |  |        |        |        |        |
|  |              |              |              |              |      |             |              |              |              |              |  |  |        |        |        |        |
|  |              |              |              |              |      |             |              |              |              |              |  |  |        |        |        |        |
|  |              |              |              |              |      |             |              |              |              |              |  |  |        |        |        |        |

### Finale
| 22 mars 2008 | Brampton | 4-3 (pr) (1-1, 1-2, 1-0, 1-0) | Mississauga |  |

| Feuille de match | Feuille de match | Feuille de match            | Feuille de match                                                                                  | Feuille de match |
| ---------------- | --- | --------------------------- | ------------------------------------------------------------------------------------------------- | ---------------- |
|                  | Hefford (Dupuis, Fox) — 6 min 41 s (SN) - Dupuis (Sunohara) — 23 min 27 s (IN) - Sunohara — 51 min 9 s Engstrom (Dupuis) — 67 min 10 s | 1-0 1-1 2-1 2-2 2-3 3-3 4-3 | - Botterill (West) — 18 min 7 s - Botterill (West) — 24 min 3 s (SN) West (Piper) — 34 min (SN) - |                  |
| Cindy Eadie      | Gardiens | Sarah Love Megan Takeda     |                                                                                                   |                  |
| 22 min           | Pénalités | 18 min                      |                                                                                                   |                  |
|                  | |                             |                                                                                                   |                  |

## Effectif champion
L'effectif des Canadettes Thunder déclaré champion de la LCHF est le suivant :
- Gardiennes de but : Amanda Cronin, Cindy Eadie
- Défenseures : Molly Engstrom, Allyson Fox, Krista McArthur, Belinda O'Dell, Bobbi Jo Slusar, Kelsey Webster
- Attaquantes : Gillian Apps, Elysia Desmier, Lori Dupuis, Tiffany Hagge, Cathy Hambly, Jayna Hefford, Kathleen Kauth, Lori Loftus, Sue McCutcheon, Meredith Ostrander, Vicky Sunohara
- Entraîneur : Donna-Lynn Rosa

## Récompenses

### Trophées
| Trophée                                             | Vainqueur                                      |
| --------------------------------------------------- | ---------------------------------------------- |
| Trophée Angela James Meilleur pointeur de la saison | Jennifer Botterill (Chiefs de Mississauga)     |
| Meilleur joueuse                                    | Jayna Hefford (Canadettes Thunder de Brampton) |
| Gardienne de l'année                                | Kim St-Pierre (Stars de Montréal)              |
| Défenseur de l'année                                | Becky Kellar (Barracudas de Burlington)        |
| Attaquante de l'année                               | Jennifer Botterill (Chiefs de Mississauga)     |
| Recrue de l'année                                   | Marie-Philip Poulin (Stars de Montréal)        |
| Meilleure joueuse de la finale                      | Lori Dupuis (Canadettes Thunder de Brampton)   |

### Équipes d'étoiles
| Position         | Joueuse            | Équipe                         |
| ---------------- | ------------------ | ------------------------------ |
| Gardienne de but | Cindy Eadie        | Canadettes Thunder de Brampton |
| Défenseure       | Becky Kellar       | Barracudas de Burlington       |
| Défenseure       | Molly Engstrom     | Canadettes Thunder de Brampton |
| Attaquante       | Jayna Hefford      | Canadettes Thunder de Brampton |
| Attaquante       | Jennifer Botterill | Chiefs de Mississauga          |
| Attaquante       | Jana Harrigan      | Barracudas de Burlington       |

| Position         | Joueuse             | Équipe                   |
| ---------------- | ------------------- | ------------------------ |
| Gardienne de but | Kim Saint-Pierre    | Stars de Montréal        |
| Défenseure       | Nathalie Déry       | Stars de Montréal        |
| Défenseure       | Lyne Landry         | Capital Canucks d'Ottawa |
| Attaquante       | Marie-Philip Poulin | Stars de Montréal        |
| Attaquante       | Leslie Oles         | Stars de Montréal        |
| Attaquante       | Katie Weatherston   | Stars de Montréal        |

| Position         | Joueuse             | Équipe                         |
| ---------------- | ------------------- | ------------------------------ |
| Gardienne de but | Christine Dufour    | Phénix du Québec               |
| Défenseure       | Molly Engstrom      | Canadettes Thunder de Brampton |
| Défenseure       | Bobbi Jo Slusar     | Canadettes Thunder de Brampton |
| Attaquante       | Marie-Philip Poulin | Stars de Montréal              |
| Attaquante       | Leslie Oles         | Stars de Montréal              |
| Attaquante       | Katie Weatherstone  | Stars de Montréal              |

## Championnat national — Coupe Abby Hoffman

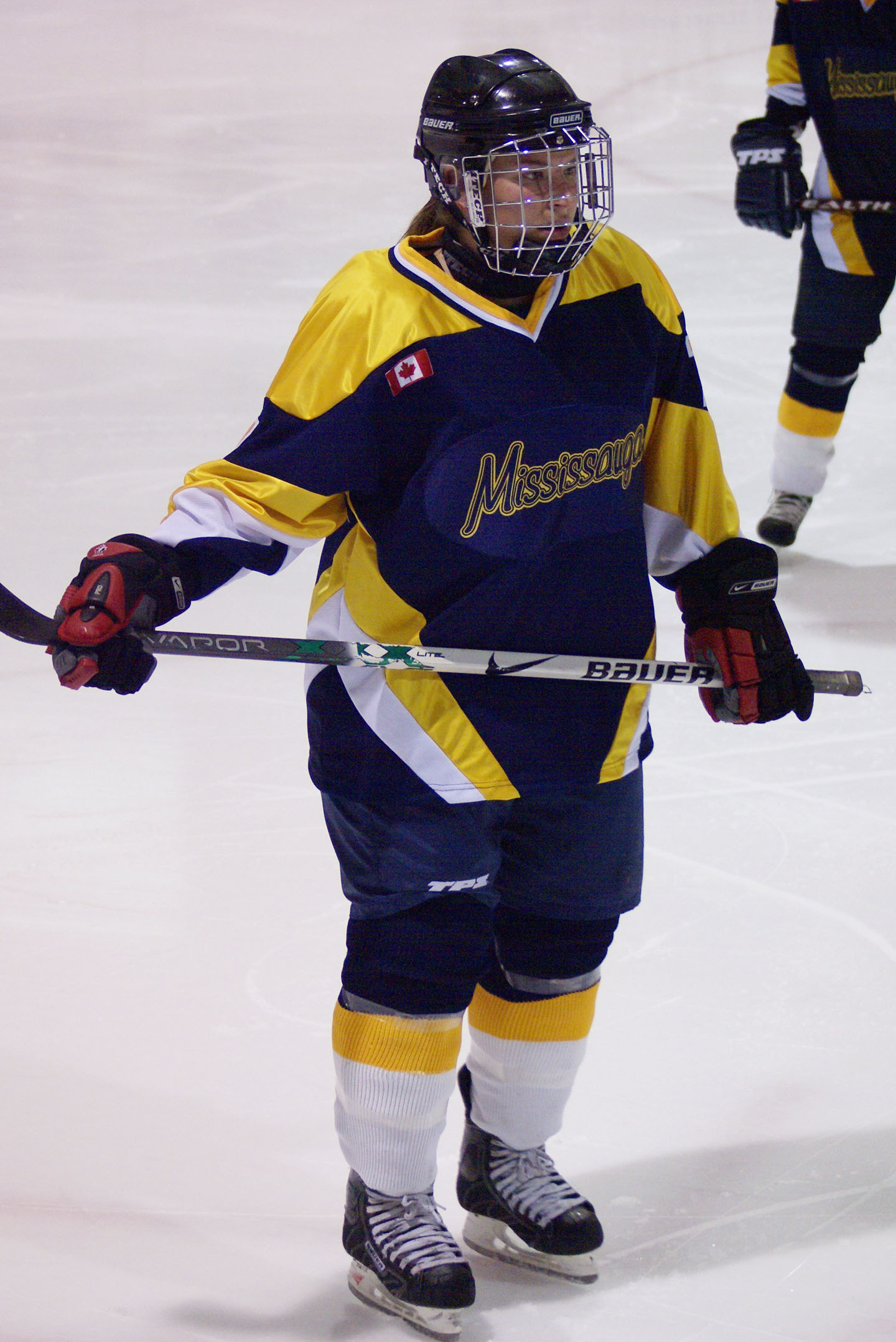
Cherie Piper, joueuse des Chiefs.

En tant que finalistes de la LCHF, les Canadettes Thunder de Brampton et les Chiefs de Mississauga se qualifient pour le tournoi de clubs du Championnat national féminin 2008 organisé par Hockey Canada. Elles y affrontent l'Oval X-Treme de Calgary, tenant du titre, et les Whitecaps du Minnesota, deux franchises de la Ligue féminine de hockey de l'Ouest (WWHL). L'événement se déroule du 13 au 15 mars à Charlottetown, dans la province de l'Île-du-Prince-Édouard. Toutes deux battus lors de la première journée, les deux équipes de la LCHF se reprennent pour les demi-finales, Brampton dominant Calgary 6-2 et Mississauga s'imposant face au Minnesota 5-3. La finale, jouée au Civic Centre, se dénoue lors de la seconde période de prolongation sur un but de Cherie Piper qui offre la Coupe Abby Hoffman aux Chiefs. Trois joueuses de la LCHF reçoivent également de distinctions individuelles : Jayna Hefford et Bobbi Jo Slusar de Brampton sont désignées respectivement meilleure attaquante et meilleure défenseure du tournoi tandis que Jennifer Botterill de Mississauga est récompensée pour son esprit sportif.